# Jean-Pierre Bernard
Jean-Pierre Bernard (Párizs, 1933. január 22. – Párizs, 2017. július 7.) francia színész.

## Filmjei

### Mozifilmek
- Requiem pour un caïd (1964)
- Adélaïde (1968)
- Mr. Zero három élete (The Adding Machine) (1969)
- Raphael (1971)
- Bosszú az Eiger csúcsán (The Eiger Sanction) (1975)
- Voulez-vous un bébé Nobel? (1980)
- Votre enfant m'intéresse (1981)
- Une affaire d'hommes (1981)
- Les misérables (1982)
- Bed and Breakfast (1983, rövidfilm)
- Brigade des moeurs (1985)
- A király kegyeltje (Le soulier de satin) (1985)
- On a volé Charlie Spencer! (1986)
- Barátom, az áruló (Mon ami le traître) (1988)
- Monique (2002)
- Prokalo (2008, rövidfilm)
- Egy ember és kutyája (Un homme et son chien) (2008)
- Usurpe toi (2014, rövidfilm)

### Tv-filmek
- Les perses (1961)
- Les trois Henry (1962)
- Tout ce que vous demanderez (1964)
- Le roi Lear (1965)
- Antoine et Cléopâtre (1967)
- Lancelot du lac (1970)
- Mauprat (1972)
- L'éducation sentimentale (1973)
- Macbett (1974)
- Saint-Just ou La force des choses (1975)
- Richelieu (1977)
- C'est arrivé à Paris (1977)
- Les grandes conjurations: Le connétable de Bourbon (1978)
- Les grandes conjurations: La guerre des trois Henri (1978)
- La bavure (1984)
- Cyrano de Bergerac (1990)

### Tv-sorozatok
- La caméra explore le temps (1961, egy epizódban)
- Le théâtre de la jeunesse (1964, egy epizódban)
- Thierry la Fronde (1965, egy epizódban)
- Les habits noirs (1967, 31 epizódban)
- Laure (1969, egy epizódban)
- Lumière violente (1970, egy epizódban)
- Château Espérance (1976, egy epizódban)
- The New Avengers (1977, egy epizódban)
- Les samedis de l'histoire (1978, egy epizódban)
- Au théâtre ce soir (1978, egy epizódban)
- Cinéma 16 (1980, egy epizódban)
- La vie des autres (1980, egy epizódban)
- Les amours des années grises (1981, egy epizódban)
- Commissaire Moulin (1982, egy epizódban)
- Messieurs les jurés (1982, egy epizódban)
- Julien Fontanes, magistrat (1984, egy epizódban)
- A chateauvalloni polgárok (Châteauvallon) (1985, három epizódban)
- Counterstrike (1992, egy epizódban)
- Maigret (1994, egy epizódban)
- Arsène Lupin legújabb kalandjai (Le retour d'Arsène Lupin) (1995, egy epizódban)
- Navarro (2001, egy epizódban)
- Faites comme chez vous (2005, egy epizódban)